# Danilo Andrenacci
Pour les articles homonymes, voir Andrenacci.
Danilo Andrenacci (né le 7 février 1978 à Giulianova, dans la province de Teramo, dans les Abruzzes) est un coureur cycliste italien. Professionnel depuis 2004, il est suspendu pour dopage jusqu'en décembre 2013.

## Biographie
En février 2012, le tribunal antidopage du Comité olympique national italien prononce à son encontre une suspension de deux ans, prenant fin le 19 décembre 2013, en raison d'un contrôle antidopage positif à l'EPO, lors du Trophée Melinda en août 2011.

## Palmarès
- 2001
  - 2e du Gran Premio Folignano
- 2008
  - 1re étape du Tour de Serbie

## Classements mondiaux
| Année           | 2007 | 2008 | 2009 | 2010 | 2011  |
| --------------- | ---- | ---- | ---- | ---- | ----- |
| UCI Europe Tour | 819e | 593e |      |      | 1199e |